# Impressioni italiane
Impressioni italiane (conosciuto anche come Impressioni d'Italia o Pictures from Italy in inglese) è un diario di viaggio di Charles Dickens del 1846. Dickens trasse parte del materiale dalle lunghe lettere scritte dall'Italia agli amici, in particolare al suo futuro biografo John Forster.
Il libro rivela il carattere del suo autore, che, secondo Kate Flint, presenta l'Italia "come lo spettacolo caotico di una lanterna magica, affascinato sia dalle immagini che offre, sia da lui stesso come spettatore.
Nel 1844-1845, Dickens prese una pausa dalla scritture di romanzi e si recò in Francia e in Italia con la famiglia. Si stabilì a Genova, prima ad Albaro e poi a Villa delle Peschiere, e da qui si recò nelle principali città: La Spezia, Carrara, Bologna, Mantova, Firenze, Roma, Napoli (con il Vesuvio ancora molto attivo) e Venezia.
Nel suo libro di impressioni, Dickens ritrae una nazione di grandi contrasti: tra edifici grandiosi vi è la desolazione urbana, mentre la vita quotidiana scorre accanto ad antichi monumenti. Tra le altre cose, critica la gestione delle cave di Carrara, anticipando di un secolo e mezzo le posizioni No Cav sulla questione. 
Ma è la pittoresca vita di strada italiana che cattura la sua immaginazione. Dickens è particolarmente attratto dai costumi, dal popolino, da giochi e feste, dagli spettacoli teatrali e dalla pura esuberanza del carnevale romano. 
Dal libro si apprende che Dickens era mattiniero e camminatore, dotato di energia e curiosità inesauribile.